# Antonio Bruna
Antonio Bruna (né le 14 février 1895 à Verceil dans le Piémont et mort le 25 décembre 1976) à Turin, est un footballeur international italien, qui jouait au poste de défenseur.

## Biographie

### Club
Surnommé Netu, Bruna commence sa carrière dans le club de l'Omegna Calcio, avant de rejoindre en 1919 le Foot-Ball Club Juventus. Il dispute son premier match en bianconero le 12 octobre 1919 lors d'une victoire 3-0 sur Alessandrina.
Il a en tout disputé six saisons consécutives avec la Juventus entre 1919-20 et 1924-25, collectionnant 96 matchs et un seul but. Ses conditions physiques précaires le contraindront à prendre sa retraite prématurément (jouant son dernier match le 7 décembre 1924 lors d'un match nul 2-2 contre Livourne).
Une anecdote raconte qu'à l'époque où il jouait, il fut à un moment en difficulté pour allier à la fois le club et son travail dans les usines FIAT, où son patron ne l'autorisait pas à aller s'entraîner. Sandro Zambelli, dirigeant juventino de l'époque, serait alors aller voir directement le fondateur de l'entreprise Giovanni Agnelli. Après la réponse positive de ce dernier, c'est cet évènement qui donna l'idée au fils d'Agnelli Edoardo de racheter le club, le 24 juillet 1923.

### Sélection
Il joue également cinq matchs avec l'équipe d'Italie (il est le second joueur de la Vieille Dame à devenir international après Giovanni Giacone), dont le premier est un amical en mai 1920 contre les Pays-Bas (1-1), avant de jouer quatre matchs lors des jeux olympiques d'été de 1920 d'Anvers. Il est également convoqué pour disputer les jeux olympiques 1924 à Paris, où il ne joue pas un seul match.

## Palmarès
Juventus
- Championnat d'Italie :
  - Vice-champion : 1919-20.